# Maxwell Abbey Quaye
Maxwell Nii Abbey Quaye (ur. 2 lutego 1998 w Akrze) – ghański piłkarz grający na pozycji napastnika. Od 2017 jest piłkarzem klubu Great Olympics.

## Kariera klubowa
Swoją karierę piłkarską Quaye rozpoczął w juniorach klubu Global FC (2014-2015). W 2017 roku został zawodnikiem Great Olympics. W sezonie 2017 zadebiutował w jego barwach w ghańskiej Premier League. W debiutanckim sezonie spadł z nim do drugiej ligi, a w sezonie 2019 wrócił z nim do Premier League.
| Sezon   | Klub           | Kraj  | Rozgrywki      | Mecze | Gole |
| ------- | -------------- | ----- | -------------- | ----- | ---- |
| 2017    | Great Olympics | Ghana | Premier League | 7     | 2    |
| 2018    | Great Olympics | Ghana | 2. Liga        | ?     | ?    |
| 2019    | Great Olympics | Ghana | 2. Liga        | ?     | ?    |
| 2019/20 | Great Olympics | Ghana | Premier League | 6     | 3    |
| 2020/21 | Great Olympics | Ghana | Premier League | 27    | 10   |

## Kariera reprezentacyjna
W reprezentacji Ghany Quaye zadebiutował 5 stycznia 2022 w przegranym 0:3 towarzyskim meczu z Algierią, rozegranym w Ar-Rajjan. W 2022 został powołany do kadry na Puchar Narodów Afryki 2021. Na tym turnieju nie rozegrał żadnego meczu.